# Discovery (nave)
La Discovery fu un veliero britannico varato prima del 1602. Esso venne utilizzato in sei spedizioni alla ricerca del passaggio a nordovest.
La Discovery era la più piccola delle tre navi che condussero il capitano Christopher Newport nel viaggio che determinò la fondazione di Jamestown nella nuova Colonia della Virginia nel 1607. Quando il capitano Newport tornò a Londra, lasciò la Discovery ad uso dei coloni.
Una riproduzione della Discovery e delle sue sorelle, le più grandi Susan Constant e Godspeed, sono ormeggiate sul fiume James a Jamestown Settlement (ex Jamestown Festival Park), adiacente al National Historic Site. Una nuova Discovery, costruita a Boothbay Harbor nel Maine, venne varata nel settembre 2006.